# Chiesa di Sant'Antonio Abate (Pravisdomini)
La chiesa di Sant'Antonio Abate è la parrocchiale di Pravisdomini, in provincia di Pordenone e diocesi di Concordia-Pordenone; fa parte della forania del Basso Livenza.

## Storia

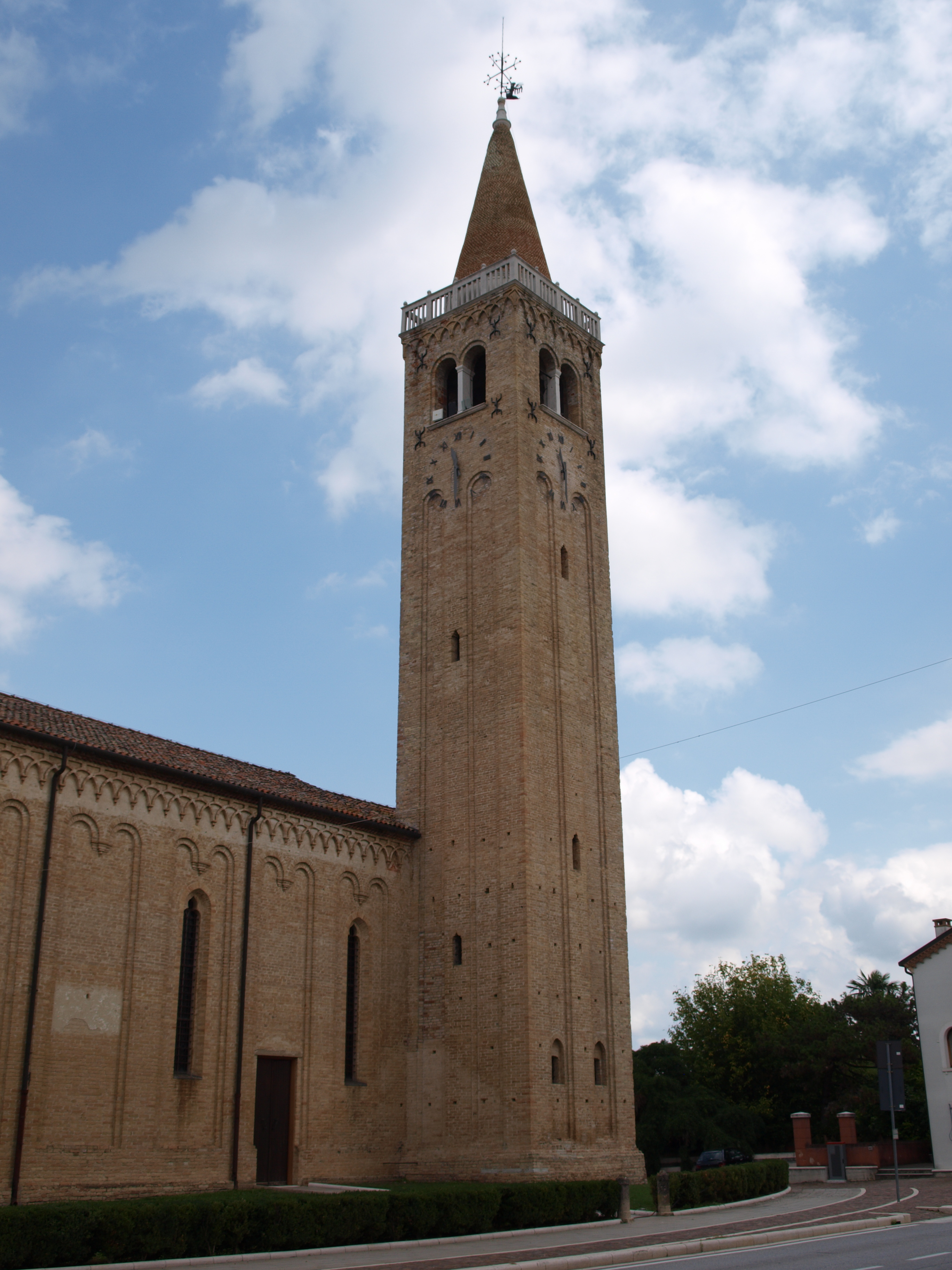
Il campanile

La primitiva chiesa di Pravisdomini, il cui pavimento venne ritrovato durante un intervento di ripristino, era dedicata forse ai santi Filippo, Giacomo e Antonio e risaliva all'XI secolo; essa divenne parrocchiale entro il 1434, affrancandosi dalla pieve di San Pietro Apostolo di Azzano Decimo.
Nel 1477 i Turchi, durante le loro razzie, rasero al suolo la chiesa, che pertanto dovette venir ricostruita, per poi essere consacrata il 1º maggio 1488 dal vescovo ausiliare di Concordia Antonio III Feletto.
Nel 1886 l'interno della parrocchiale fu oggetto di un rifacimento e di un ammodernamento, ma tra il 1988 e il 1990 la chiesa e il campanile vennero riportati alle linee originali; un ulteriore restauro fu condotto nel 2013.

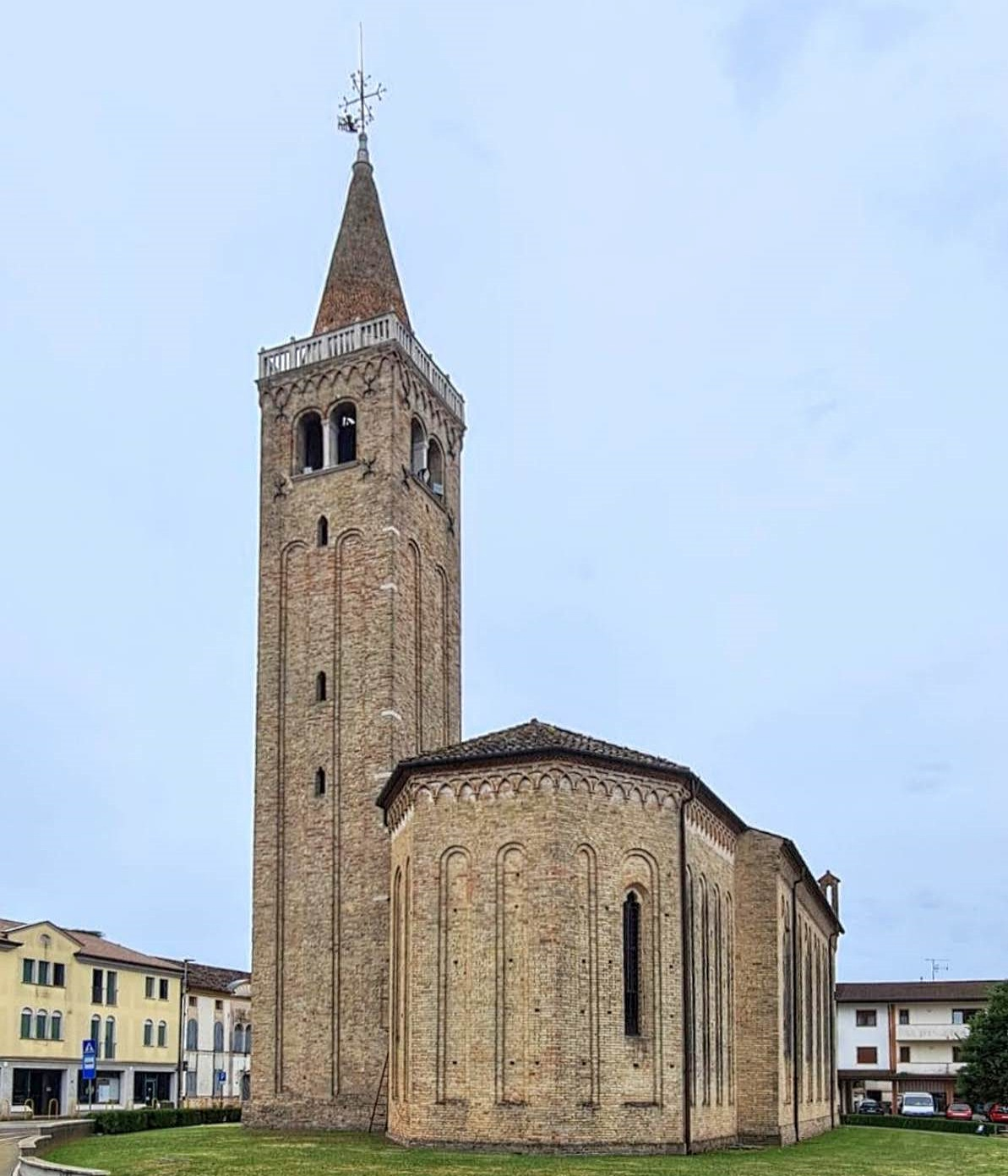
Il retro della chiesa

## Descrizione

### Facciata

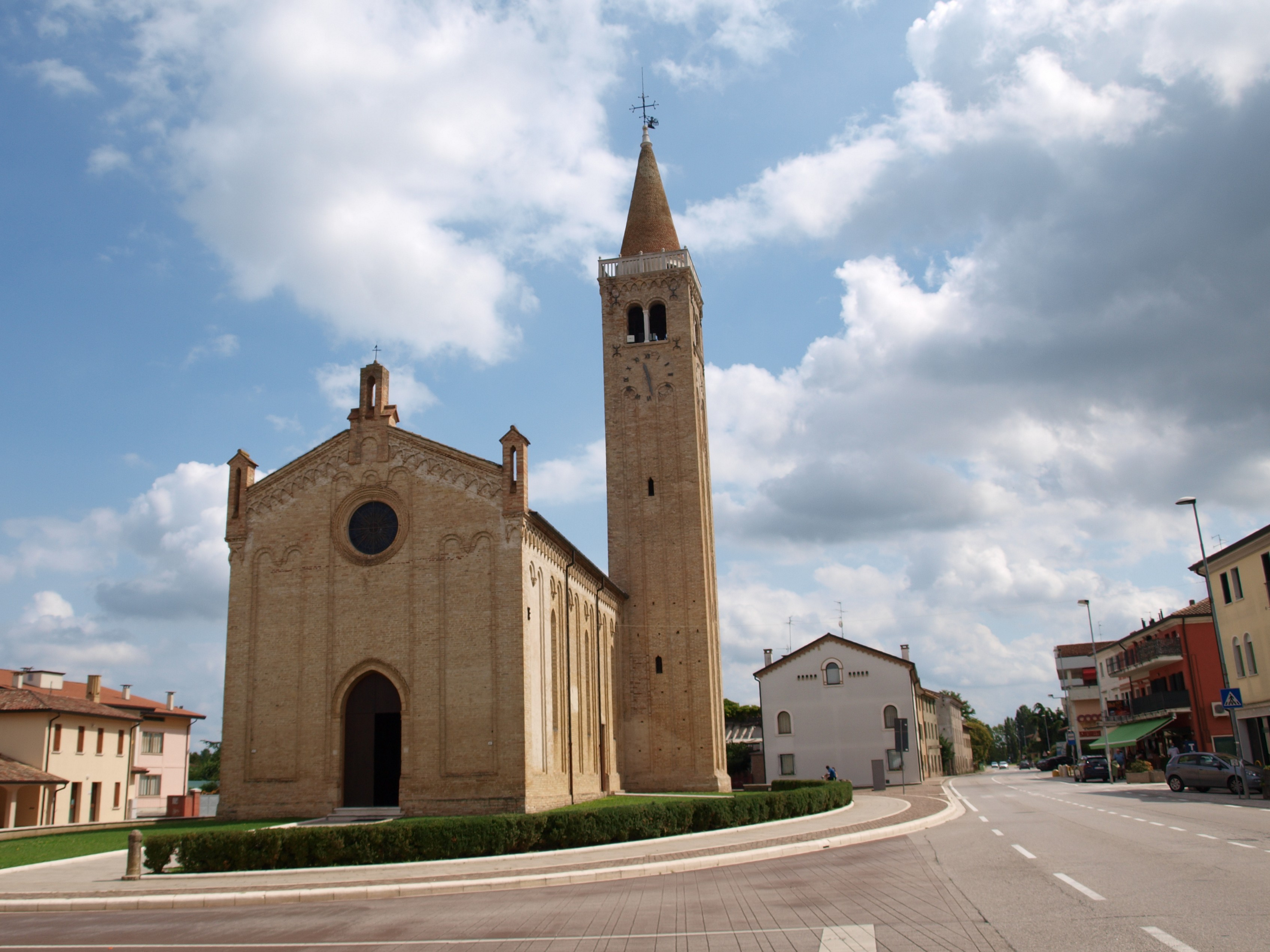
La chiesa e il campanile

La facciata a capanna della chiesa, rivolta a sudovest e rivestita da mattoni a faccia vista, è scandita da quattro lesene raccordate da archetti e presenta al centro il portale d'ingresso a sesto acuto e il rosone; sotto gli spioventi vi sono degli archetti pensili e le falde sono sormontate da pinnacoli.
Annesso alla parrocchiale è il campanile a base quadrata, la cui cella presenta una bifora per lato ed è coronata dalla guglia a pianta circolare.

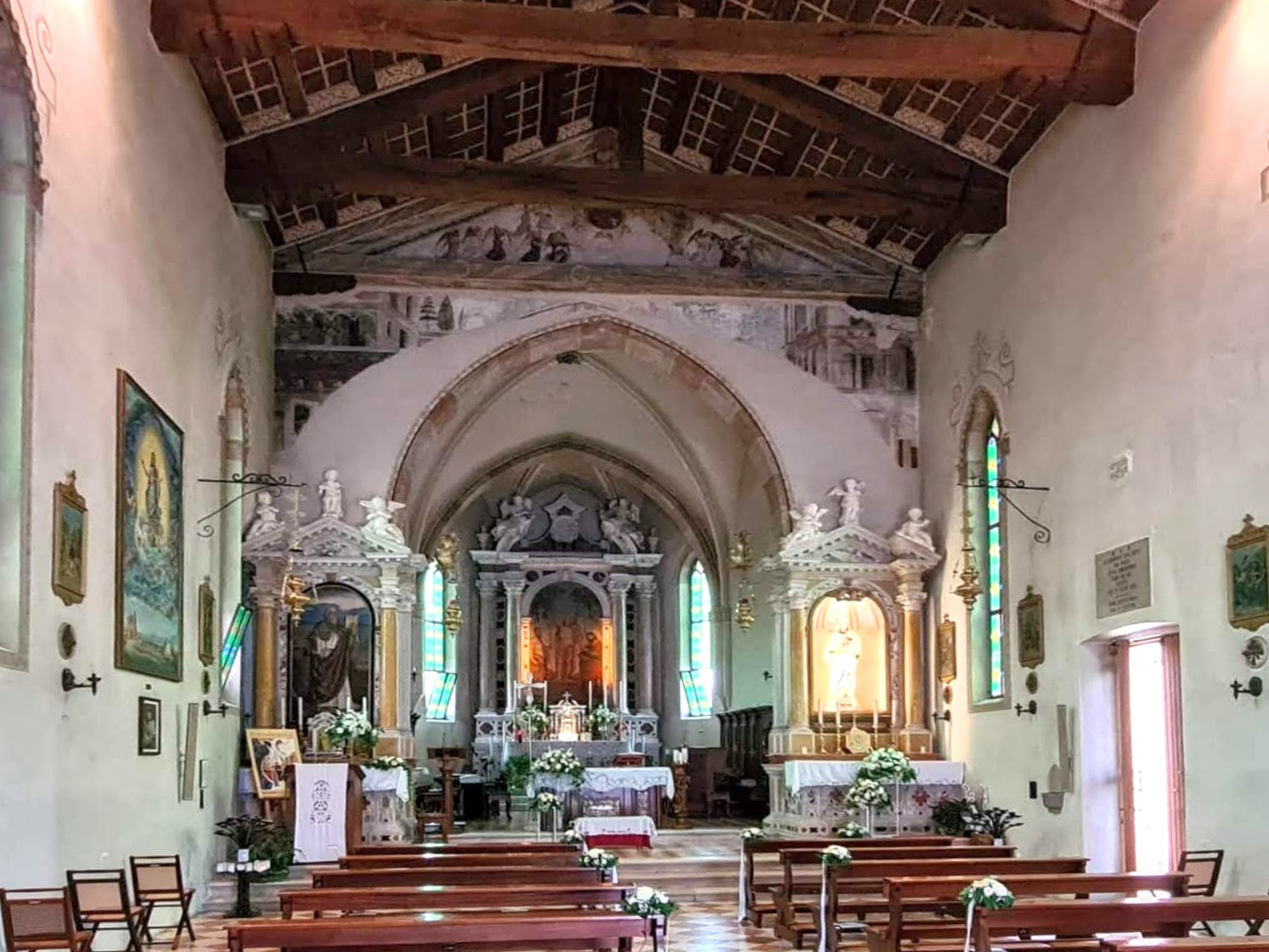
L'interno

### Interno
L'interno dell'edificio si compone di un'unica navata, coperta dalle capriate sorreggenti il tetto; il presbiterio e l'abside, invece, sono caratterizzati da una volta.
Qui sono conservate diverse opere di pregio, tra le quali il Crocifisso ligneo, intagliato nel XVI secolo, la pala ritraente Cristo risorto tra i Santi Antonio Abate e Giovanni Battista, eseguita nel 1571 da Pomponio Amalteo, e gli affreschi raffiguranti l'Eterno Padre e angeli musicanti, dipinti alla fine del Cinquecento da Antonio da Firenze.